# Discografia di Gordon Lightfoot
La seguente è la Discografia di Gordon Lightfoot:

## Album in studio
| Anno | Titolo                     | Posizione in classifica | Posizione in classifica | Posizione in classifica | Posizione in classifica | Certificazione   | Certificazione     | Etichetta           |         |
| Anno | Titolo                     | Canadian Albums Chart   | CAN Country             | Billboard 200           | Top Country Albums      | CRIA             | RIAA certification | Etichetta           |         |
| ---- | -------------------------- | ----------------------- | ----------------------- | ----------------------- | ----------------------- | ---------------- | ------------------ | ------------------- | ------- |
| 1966 | Lightfoot!                 | —                       | —                       | —                       | —                       |                  |                    | United Artists      |         |
| 1967 | The Way I Feel             | —                       | —                       | —                       | —                       |                  |                    | United Artists      |         |
| 1968 | Did She Mention My Name?   | 21                      | —                       | —                       | —                       |                  |                    | United Artists      |         |
| 1968 | Back Here on Earth         | 21                      | —                       | —                       | —                       |                  |                    | United Artists      |         |
| 1970 | Sit Down Young Stranger[A] | 12                      | —                       | 12                      | —                       |                  | Disco d'oro        | United Artists      | Reprise |
| 1971 | Summer Side of Life        | 3                       | —                       | 38                      | —                       |                  |                    |                     | Reprise |
| 1972 | Don Quixote                | 1                       | —                       | 42                      | —                       |                  |                    |                     | Reprise |
| 1972 | Old Dan's Records          | 3                       | —                       | 95                      | —                       |                  |                    |                     | Reprise |
| 1974 | Sundown                    | 1                       | —                       | 1                       | —                       |                  | Disco di platino   |                     | Reprise |
| 1975 | Cold on the Shoulder       | 3                       | —                       | 10                      | —                       |                  |                    |                     | Reprise |
| 1976 | Summertime Dream           | 1                       | —                       | 12                      | —                       | Disco di platino | Disco di platino   |                     | Reprise |
| 1978 | Endless Wire               | 2                       | —                       | 22                      | 14                      |                  | Disco d'oro        | Warner Bros.        |         |
| 1980 | Dream Street Rose          | 9                       | 1                       | 60                      | 58                      |                  |                    | Warner Bros.        |         |
| 1982 | Shadows                    | 16                      | —                       | 87                      | —                       |                  |                    | Warner Bros.        |         |
| 1983 | Salute                     | 59                      | —                       | 175                     | —                       |                  |                    | Warner Bros.        |         |
| 1986 | East of Midnight           | 37                      | —                       | 166                     | —                       | Gold             |                    | Warner Bros.        |         |
| 1993 | Waiting for You            | 24                      | —                       | —                       | —                       |                  |                    | Warner Bros.        |         |
| 1998 | A Painter Passing Through  | 92                      | —                       | —                       | —                       |                  |                    | Warner Bros.        |         |
| 2004 | Harmony[B]                 | —                       | —                       | —                       | —                       |                  |                    | Linus Entertainment |         |

N.B.
- A ^ Poi distribuito nel 1971 come If You Could Read My Mind.
- B ^ Posizione al numero 35 in USA (Top Independent Albums).